# Little Witley
Little Witley est une paroisse civile et un village du Worcestershire, en Angleterre.